# サンシャイン牧場 (ゲーム)
サンシャイン牧場（サンシャインぼくじょう、阳光牧场/Sunshine Ranch）とは、中国のゲーム開発会社『Rekoo（热酷）』が開発・運営し、mixiやFacebook、51.comなどのSNSにて展開されていたソーシャルゲーム。基本プレイ無料 （アイテム課金制）。略称は「サン牧」。
スピンオフ作品として『もっとサンシャイン牧場』が存在する。
日本でのサポートに関しては、2009年10月に設立されたRekooの日本法人「Rekoo Japan株式会社」が行っていた。
ここでは特記しない限り、mixiの「mixiゲーム」版について述べる。

## 概要
ユーザーは牧場の経営者となり、作物及び家畜の収穫を行う。牧場の世話をしていくと収穫度が上がり、収穫度が一定の値を超えるごとにレベルアップする。また収穫物を販売することでコインが得られ、そのコインを使って新たな作物の種や家畜を購入することができる。
フィールドには「畑」および「畜産広場」があり、畑では作物を一定数育てることができ、畜産広場では家畜を一定数育てることができる。畑および畜産広場で育てられる作物・家畜の数はそれぞれのフィールドのレベルがアップすると増えていく。畑における作物の最大数は27、畜産広場における家畜の最大数は16である。
多くのプレイヤーが畑の最大数に達するレベルに到達したため、2012年に畑の上空に「天空牧場」が拡張され、そこにも作物を育てることができるようになった。天空牧場においては通常の作物の他に天空牧場のみで栽培できる作物を育てることができる。ここの株数を増やすためにはレベルアップではなく、図鑑を完成するときに得られる図鑑点数を一定数集める必要がある。
友人（マイミク）の牧場にも世話をしたり、虫入れやいたずら、収穫を取ることができる。虫入れやいたずらが行われると、各作物・家畜に設定されている「増産量」が一旦低下するが、他のユーザ（牧場主を含む）がそれを駆除・治療することで増産量が大きく増加するため、ゲーム内では積極的な虫入れ・いたずらが推奨されている。なお自分の牧場に虫入れ・いたずらを行うことや、自分が行った虫入れ・いたずらを自ら駆除・治療することはできない。
ゲーム内のショップには様々なアイテムも用意されており、例えば肥料や飼料を使うと、作物・家畜の収穫までに要する時間が短くなるほか、増産量を増す肥料も存在する。
レベルが上がることにより、新たな作物や家畜がショップで購入可能になるほか、レベル及びコインが一定の値を超えると牧場の拡張も可能で、それにより同時に育成・飼育可能な作物や家畜の数を増やすことができる。
特定の収穫物を原料に新たな作物・家畜等を製造することができる「工場」も存在する。工場には畑・畜産広場とは別のレベル・経験値設定が存在しており、レベルを上げることで製造可能な作物等のレシピが増加する。なお実際の製造にあたっては一定の「スタミナ値」が必要となるが（スタミナ値の上限もレベルアップにより増加する）、スタミナ値は同じく工場で製造可能なジュースを飲むことでのみ回復が可能なため、工場のレベルアップのためには定期的なジュースの製造が不可欠となる。
ライブラリ（図鑑）機能を使うと、ある図鑑の完成条件となる特定の五種類の収穫を完了することにより経験値やレアな植物などの賞品を得ることができる。当初は図鑑の完成は一度きりであったが、その後収穫前の植物に「スティック」を用いることでグレードアップし、それを収穫することにより、上位の図鑑を完成する機能が追加された。上位の図鑑は星の数で表わされ、最初の完成時には星はゼロであるが、最大3個星の図鑑まで完成できる。この最大星数は図鑑によって異なり、ほとんどの図鑑においては2個である。なお、この上位図鑑は作物を集める図鑑のみに適用され、家畜を集める図鑑にはない。
なおコインには通常の収穫物販売で得られるコイン以外に「Kコイン」がある。「Kコイン」はクレジットカードやWebMoney決済等により有料で販売しているほか、2010年4月から2012年3月まではRekoo側が指定するスポンサーサイトへの登録・入会でも入手が可能であった（株式会社アドウェイズの協力による）。アイテムや作物・家畜の中にはKコインでのみ購入可能なものが多数存在する。
同社では「世界で毎日1500万人以上がプレイしている」としているほか、mixiゲーム版に限っても2009年8月の提供開始から3ヶ月でユーザ数が300万人を超えるなど、サービス開始から爆発的な人気を博している。2010年6月にはmixiゲーム版でのユーザー数500万人を突破した。
2011年3月11日に発生した東北地方太平洋沖地震（東日本大震災）を受けて、被災者支援を目的としたチャリティーアイテムを販売。開始後19時間で規定数の10万個を販売したと発表した。完売したことにより、募金総額は約1000万円となり（うち500万円をRekoo Japanが負担）、日本赤十字社に寄付されている。北関東の野菜の購入やらでぃっしゅぼーやへの入会で、ゲーム内通貨や特別アイテムのプレゼント、東日本大震災の義援金募金が行えるキャンペーンも行った。

## 歴史
- 2009年8月26日 - mixiでサービス開始。
- 2009年11月10日 - mixiアプリの中から優秀作品を選ぶ「ソーシャルアプリケーションアワード」のグランプリを受賞[6]。
- 2010年1月27日 - モバゲータウンでサービス開始[7]。
- 2010年5月12日 - モバイル版畜産広場、PC版工場がオープン。
- 2010年5月29日 - セブン-イレブン限定で『サンシャイン牧場オフィシャルガイドブック』（PHP研究所）が発売。同ガイドブックに記載のシリアルナンバーを入力することで限定アイテムを獲得することが可能となっていた[8]。
- 2010年6月13日 - 会員数が500万人を突破[9]。
- 2010年8月5日 - モバイル版工場がオープン。
- 2010年8月30日 - ハンゲームでサービス開始。
- 2010年9月21日 - Yahoo!モバゲーでサービス開始。
- 2010年9月25日 - ライブラリー機能が追加。
- 2010年9月30日 - aimaでサービス開始。
- 2011年3月29日 - iOSとAndroid端末に対応。
- 2011年7月31日 - 12時をもってaima版がサービス終了。
- 2011年12月15日 - 12時をもってハンゲーム版がサービス終了。
- 2012年4月17日 - 畑に「天空牧場」を追加。
- 2012年4月27日 - スピンオフ作品『もっとサンシャイン牧場』がmixiゲームでリリース。
- 2012年7月24日 - 15時をもってモバゲータウン版・Yahoo!モバゲー版がサービス終了。
- 2012年7月31日 - スピンオフ作品『もっとサンシャイン牧場』がGREEでリリース。
- 2013年2月 - 工場機能を廃止。
- 2016年7月28日 - 8月26日をもってサービスを終了することを発表[10]。
- 2016年8月26日 - 12時をもってmixiゲーム版がサービス終了[10]。

## 制限
- 2010年5月現在、ゲーム開始当初は畑のみ利用可能。畜産広場は畑レベルが7以上になると解禁され利用可能になる。
- スマートフォン版は、畑の一部機能のみ利用可能で畜産広場や工場には対応していなかった。

## マスコットキャラクター
ゲーム内でのイベント告知やバナー広告などで用いられるマスコットキャラクターとして、帽子をかぶった少女のキャラクターが設定されている。当初、名前はゲーム内では明記されておらず、もっぱら「牧場のあの子」などと表記されていたが、2011年3月よりサンシャイン牧場と一部連動した携帯電話向けコンテンツとして開始されたmixiゲーム「サンシャインおみやげWALKER」において、少女の名前は「よう子」と明記され、イベントや作物の名称の一部にも使われるようになった（「陽子」と表記されることもある）。また、2011年9月より開始されたサンシャイン牧場の公式mixiページにも「サンシャイン牧場のよう子」等の記述がある。

## サンシャイン語
サンシャイン牧場を運営するRekooはもともと中国企業ということで、日本語版の開発も基本的には中国人スタッフの中で日本語が得意な人間が行っていた。そのため、ゲーム中の説明などに使われる日本語の中には一般の日本人にとってやや不自然な表現が数多く見られるほか、「パイナップル」→「パラミツ」、「サボテン」→「メキシコシティー」など明らかな誤訳も少なくない。これら特徴的な日本語表記が、通称「サンシャイン語」と呼ばれている。
Rekoo社内では一時これらの日本語表記をより自然な日本語に修正しようとする動きも存在したが、これらの言葉ももはやゲームのアイデンティティの一つであるという意見の方がスタッフ内でも多かったことから、現在も基本的にこれらの「サンシャイン語」はそのままの形で表示され続けている。

## 問題・事件
サンシャイン牧場を巡っては、いくつかの問題や事件が発生している。
- 2009年10月には、Kコインを購入したユーザ・約4200人の個人情報が一時外部から閲覧可能な状態となっており、同社ではKコインの販売サービスを一時停止した上で、同年11月に問題の発生を認め謝罪した[14]。なお一部報道では「クレジットカード情報が流出した」とも報じられているが[15]、Rekoo Japanでは「流出したのはメールアドレスと電話番号のみ」としてこれを否定している。
- 2010年4月1日には大規模な山火事が発生し、ユーザの育てた農場が全て燃えるという画面が表示された。画面右下には「最初からやり直します」と書かれたボタンが表示され、これを押すことで通常の画面に行くことができた。エイプリルフールのジョークだったのだが、ユーザからは「ジョークとはいえあまりにも悪趣味」などの批判が続出している[16]。
- 2010年7月7日まで、「畜産広場」に使用されている図案の中に、法律上使用が禁止されている「赤十字マーク」が含まれていた。
- 2011年3月11日に発生した東日本大震災で、マイミク同士で折鶴のプレゼントを贈りあうという企画が行われ（クリック募金などではない）、大勢のユーザーから不謹慎だという苦情が寄せられたため即座に削除されたが、これに対する謝罪は行われなかった。

他にも、不具合の頻発や運営事務局の説明不足、イベントの乱立、レベルの高いユーザーやマイミク数・課金額の多いユーザーに有利なイベント内容、大量の畑を使用するイベントの連続（そのために他の作物を育てられない）などの細かい問題が発生し、それらに対する根本的な改善がほとんど行われなかったり、ユーザーから運営事務局への問い合わせに対する回答が不適切である等の問題もあった。